# Kevin Lee
Kevin Jesse Lee Jr., född 4 september 1992 i Detroit, är en amerikansk MMA-utövare som sedan 2014 tävlar i organisationen Ultimate Fighting Championship.